# Condeiești, Gorj
Condeiești este un sat în comuna Negomir din județul Gorj, Oltenia, România.

## Etimologie
Nu se știe cu certitudine etimologia numelui satului. Un punct de vedere argumentat încearcă, în lucrarea sa de gradul 1, învățătoarea Ecaterina Răceanu. Aceasta, analizând o hotărnicie de la 1749, referitoare la mănăstirea Strâmba, conchide că Racii de Jos, în care își aveau proprietățile mai mulți moșneni, între care: „Udriște, fiul lui Dumitrașco, vărul său lon și vărul său Matei, fiul lui Coandă, cu frații și verii lui”, ar fi întemeiat satul Condeiești, care și-ar trage numele de la moșul Coandă. Această teză are susținere și pe tărâmul diviziunii proprietății funciare în sat. 
Mai mulți „moși” moșneni (Lupu, Duță-Cauc, Condescu) și-au împărțit curelește plațurile de casă și pământul de cultură (câte 4 stânjeni fiecare, cu un spor de una-două palme, în funcție de configurația terenului). Cele mai multe dintre familiile satului poartă numele de Condescu și Cauc. Dacă primul antroponim a dat naștere numelui satului, cel de-al doilea este la originea unui toponim foarte utilizat în vorbirea localnicilor „Căuceșt”. În vorbirea celor vârstnici a existat și toponimicul „La Duțani”, fiind vorba de moștenitorii lui Duță Cauc, care sunt așezați și azi în același loc, în partea de nord a satului, spre deosebire de „Căucești”, aflați în partea opusă. Un alt toponim foarte utilizat de locuitorii satelor vecine este „Borugi”, acesta referindu-se la locuitorii din sectorul cuprins între familia Bacâtea Gheorghe, la sud, și familia Borugă Andrei, la nord. Aici trăiesc urmașii unui „moș” străvechi, Borugă, atestat documentar în secolul al XVIII-lea.

## Atestare documentară
Așezare menționată de documentele istorice încă de la începutul secolului al XVIII-lea (1703), satul Condeiești apare relativ târziu ca subunitate teritorial-administrativă (în anul 1926, când este amintită Mahalaua Condești).

## Geografie
Satul Condeiești este un sat adunat, gospodăriile locuitorilor fiind așezate de o parte și de alta a drumului județean 674B.
Așezarea s-a întemeiat într-un cadru natural favorabil. Mărginit la nord de „Dealul Măiag”, satul Condeiești este ferit de vânturile și zăpezile ce vin dinspre nord-est. Aici, lunca Jilțului Mic se lărgește până la poalele dealurilor dinspre vest. Pământul din luncă este foarte fertil, fiind, de-a lungul existenței comunității, cel mai important areal agricol al așezării. Aici se cultivau suprafețe mari cu porumb și cu grâu. Așa s-a născut toponimul „În Pogoane”.
Partea dinspre vest beneficiază de iradierea soarelui pe o mare parte a zilei, spre avantajul locuitorilor satului, care și-au plantat acolo, din vechime, viile. Așa a luat naștere toponimul „La Vii”. Pe platourile dealurilor, sub care s-au întemeiat primele așezări umane, și în „Valea Puiului” sunt condiții de cultivare a cerealelor, pomilor fructiferi și viței-de-vie. 
Spre culmea Urdarilor, relieful devine tot mai accidentat, fiind lăsat de oameni pentru pășunatul vitelor. Cu patru decenii în urmă locuitorii satului cultivau pământurile până la poala pădurii. De câțiva ani, o foarte mare parte a pământului din „Valea Puiului”, „Pietriș”, „Valea Cârsteștilor” și „Cătălini” a rămas nelucrat, pentru că mulți săteni au plecat să lucreze în industriile zonei și în alte țări.
Căile de comunicație cu alte sate învecinate și comunele din jur pornesc din zona, „În Răscruci”. De aici, trecând pe lângă „Țuțur”, urcă dealul spre Urdari, un drum care a fost și este utilizat atât pentru a ajunge la locurile de cultură, cât și la „Pădurea Strâmbii”. 
Înspre vest, sunt în curs de modernizare mai multe drumuri sătești. Cel mai important se îndreaptă spre „Cărpiniș” și „Valea Cârsteștilor” și, străbătând pădurea, ajunge în Bolboși.
Altul, după ce merge puțin paralel cu Jilțul, se îndreaptă spre „Dealul Fânului” și spre pădurea marginală a cestuia.
Un alt element determinant în întemeierea și dezvoltarea așezării la constituit vecinătatea pârâului Jilț. De-a lungul istoriei, acest pârâu a adus în timpul deselor revărsări mâl fertil, care a făcut lunca sa foarte productivă. Pe lângă acest pârâu, locuitorii și-au avut dintotdeauna grădinile de zarzavat. Cei de azi, utilizând tehnica modernă, fac irigații. În preajma sa, fiind o crivină de calitate, în vechime, oamenii de aici (ca și cei din satele amintite) făceau „cărămidă de apă”, foarte rezistentă la umiditate. Hotărâtoare în dezvoltarea așezării a fost și apa freatică aflată la mică adâncime. În zona satului Condeiești sunt izvoare care ies de sub dealuri, născând toponimicele: „La Fântâna”, „La Țurțur”. Un alt toponimic legat de prezența apei este „La Bunar”, aflat lângă drumul ce merge spre vest, către „Valea Cârsteștilor” și „Cărpiniș”.
Satul sa extins în ultimele trei decenii spre sud, dar și spre nord.

## Economie
Politico-administrativ, satul Condeiești a făcut parte totdeauna din comuna Raci. Depindea de centrul civic al fostei comune Raci, unde se găsea, în trecut, toate instituțiile principale (biserica, școala, primăria, banca populară). Satul a gravitat, de asemenea, spre orașul Strehaia, unde locuitorii acestuia, buni și constanți crescători de animale, își vindeau perechile de boi și celelalte animale. La judecătoria de aici își rezolvau și diferitele pricini ivite. După 1968, satul își leagă interesele, prioritar, de Negomir și de Târgu Jiu. În aceeași perioadă, când la Vârț au început lucrările la barajul de pe Jiu, sătenii s-au conectat, economic și comercial, prioritar, de zona Rovinari. Lărgirea zonei de extracție a lignitului în bazinul Jilț a făcut ca sătenii să graviteze și spre vest, spre Mătăsari și Jilț. Încă din anii '30 ai secolului al XX-lea, satul a avut multe legături cu Bolboși și Ohaba-Jiu. Aici exista un izlaz foarte întins, unde țăranii din Condeiești își învoiau vitele. Alți țărani stăpâneau pământuri de cultură în Ohaba și Bolboși (peste deal, spre vest).
Mult timp, economie și comercial, satul s-a orientat spre Peșteana-Jiu și Urdari. Orientarea a fost condiționată de nevoia de deplasare a locuitorilor din Condeiești spre orașul Târgu Jiu, pe aici trecând un mijloc de transport care venea de la Filiași. Acum cinci-șase decenii, în localitate ma circula un mijloc de transport în comun. Orientarea spre Peșteana-Jiu și spre Bâlteni s-a făcut după cel de-al doilea război mondial, când, în zona Peșteana-Bâlteni-Țicleni sa exploatat petrolul de către societatea de tristă amintire numită, „Sovrompetrol”. Comunele respective au devenit mai bogate, apărând în structura lor socială și o clasă muncitorească. Petroliștii (găzarii) erau cei care cumpărau produsele țăranilor, începând de vineri, după masă, când soseau aici locuitorii din Artanu, Condeiești, Paltinu, Valea Racilor și Orzu, cu speranța că-și vor vinde băutura, păsările de curte, ouăle, brânza și alte produse alimentare.